# 三好心
三好 心（みよし こころ、1990年5月25日 - ）は、日本の女優、タレント、モデルである。埼玉県出身。劇団ひまわり所属。血液型はA型。
芸術写真家の三好 心(みよし しん)とは別人である。

## 人物
特技は歌、ピアノ、作詞作曲。
得意料理はチーズケーキ。

## 来歴
埼玉県出身。明治学院東村山高等学校、明治学院大学卒業。(2013年3月)
小学校2年まで大阪府堺市、一時的に東京都中野区に住むが、それ以降は埼玉県浦和市（現さいたま市南区）、現在は横浜市に在住。
幼少期は漫画家に憧れていたが、中学校は演劇部、高等学校はゴスペル部、軽音楽部に所属。
高校在学中の2007年8月から劇団ひまわりさいたまエクステンションスタジオに研究生として入団、再現VTR等の仕事に複数参加する。(詳細後述)
2009年に放送された決着!歴史ミステリー（テレビ東京）では再現VTRの中で真田幸村の娘あぐりを演じた。
大学在学中の2010年に劇団ひまわりを退団し芸能活動を休止。
活動休止中の2013年4月、「街美女アルバム 3rd season」（テレビ埼玉、2013年4月8日放送）に出演、しかしタレントとしてではなく一般人としての参加であった。
2013年11月1日に再度劇団ひまわりに入団し芸能活動も再開。
その後はドラマやモデルの仕事に複数参加。パフォーマンスゲストとして出演した「題名のない音楽会」(テレビ朝日、2015年2月15日放送)では、収録当時24歳であったが女子高生役、OL役、老女役をステージ上で演じた。
NHK大河ドラマには2014年の「軍師官兵衛」から「花燃ゆ」、「真田丸」、「おんな城主 直虎」と4作連続で出演。2016年の「真田丸」では真田信繁の次男「大八」の侍女役、2017年の「おんな城主 直虎」では井伊家の侍女役を務めた。

## 出演

### テレビドラマ
- 大河ドラマ 軍師官兵衛 第19話 - 第23話（NHK、2014年5月11日 - 6月8日） - だしの侍女 役[10]
- すべてがFになる 第1話（フジテレビ、2014年10月21日） - 女子大生 役[14]
- 木曜時代劇 かぶき者 慶次 第1話・第11話（NHK、2015年4月9日・6月18日) - 雪夜の下女 役[15]
- 大河ドラマ 花燃ゆ 第28話 - 第35話（NHK、2015年7月12日 - 8月19日） - 御末(おすえ)  役[11]
- 連続テレビ小説 とと姉ちゃん 第14話 - （NHK、2016年4月19日） - 青柳商店の女中 役[16]
- ドラマ10 コントレール〜罪と恋〜 第2話（NHK、2016年4月22日） - 携帯ショップ店員 役[17]
- ドラマ10 運命に、似た恋 第1話 - 第8話（NHK、2016年9月23日 - 11月11日） - コンシェルジュ 役[18]
- 大河ドラマ 真田丸 第39話 - 第42話（NHK、2016年10月2日 - 23日) - 大八の侍女 役[12]
- 大河ファンタジー 精霊の守り人 悲しき破壊神（NHK、2017年） - マーサの店で働く針子 役[13]
- 大河ドラマ おんな城主 直虎（NHK、2017年） - 井伊家の侍女 役[13]
- 孤独のグルメ Season6 第3話（テレビ東京、2017年4月22日） - ホテルフロント係 役[19]
- お願い!ランキングpresentsそだてれび「こんな飲み会、早く終われ！」（テレビ朝日、2023年5月8日） - 木村涼子 役[20]

### テレビ番組
- 夢いっぱい!東京ディズニーリゾート - ジャパンイメージコミュニケーションズ制作 - リポーター
- 街美女アルバム 3rd season 64話(テレビ埼玉、2013年4月8日)[2]
- にっぽんの芸能(NHK Eテレ) - 「ナンノの着物ことはじめ」コーナー出演
  - 2014年2月28日放送(着物モデル)[21]
  - 2014年7月18日(浴衣モデル)[22]
- 題名のない音楽会(テレビ朝日、2015年2月15日）第2399回「話題の作曲家大集合！ピアノ大喜利」 - パフォーマンスゲスト出演(バレンタインデーをテーマにした芝居で女子高生役、OL役、老女役)[8][9]

### 劇団ひまわり
- ダンス公演「第10回DANCE CONNECTION 2013 PEACE MAKER」(2013年12月18日 - 23日、シアター代官山) - 和久井優と共に全10公演中8公演で司会[23]
- 幼稚部発表会 (2014年3月29日、シアター代官山) - 司会[24]
- 劇団ひまわり×市民参加による特別公演ミュージカル「POST」 - マジョリーナA(マジョリーナジョリー)役[25]
  - さいたま公演(2014年9月13日 - 14日、プラザイーストホール)
  - 船橋公演(2014年9月20日 - 21日、船橋市民文化ホール)
- エクステンションスタジオ稽古発表会(2015年6月28日、シアター代官山) - さいたまエクステンションスタジオ青年部の演目「十二夜」にオリヴィア役(ダブルキャスト)で出演[26]
- Dance Festival 2015 (2015年7月23日 - 24日、江東区文化センター) - 昼夜4公演に出演[27]
- Smash公演「影をなくした娘」(2016年2月4日 - 7日、シアター代官山) - 星組公演主役・ラモーナ(2月6日マチネ・ソワレ、7日マチネに出演)[28]

### テレビ(再現VTR等)
- 恋歌～ラブソングス 第2夜 (日本テレビ、2008年9月2日) - 坂下千里子役
- さんぷんまる (NHK) - 憧れの女性役
- モクスペ (日本テレビ、2009年2月12日） - 大友康平の彼女役
- エチカの鏡〜ココロにキクTV〜 (フジテレビ、2009年9月6日）他複数回出演
- 決着!歴史ミステリー (テレビ東京、2009年5月28日） - 真田幸村の娘あぐり役[4][5]
- 和風総本家 (テレビ東京)
- 徳光和夫の感動再会！逢いたいSP (TBS、2014年4月9日） - 東尾理子役[29]
- 総合診療医ドクターG (NHK)
  - 2014年9月12日[30]
  - 2015年12月10日 - 看護師役[31]
- ハートネットTV (NHK Eテレ)WEB連動企画"チエノバ"―知って欲しい！境界性パーソナリティ障害(2015年9月24日) - 境界性パーソナリティ障害の女性役[32]
- ためしてガッテン (NHK、2015年12月9日）[31]
- ららら♪クラシック (NHK Eテレ、2016年1月16日） - 「シチュエーションクラシック」コーナーVTR[33]
- 踊る!さんま御殿!! (日本テレビ)複数回出演
  - 2016年5月24日 - 京都人の役[34]

### テレビ(バラエティー)
- 天才てれびくんMAX(NHK Eテレ) - 「ビットワールド」コーナーに出演
- シャキーン!(NHK Eテレ、2014年9月16日）[35]
- Let's天才てれびくん(NHK Eテレ)
  - 2014年11月24日[36]
  - 2016年5月16日[37]

### モデル
- 毎日育英会イメージガール(2010年度) - 毎日新聞社
- 成人式広告イメージモデル(2013年度) - 武蔵野創寫舘[38]
- グリーティングプランモデル(2014年度) - 東京ディズニーリゾート[39]
- 富山県理美ビューティーショー(2015年7月18日) - 富山県理容美容専門学校[40]
- しあわせ新触感「マシュマロガーゼ」販促モデル(2016年春季) - 内野株式会社[41]

### イベント
- 接客ロールプレイングコンテスト「第1回BEST OF BAROQUE」(2014年2月25日) - バロックジャパンリミテッド - お客さん役[42]
- HALLOWEEN PARTY 2014(2014年10月17日、幕張メッセ) - VAMPS メインステージで歌唱[43]
- 東京女子荘劇場vol.1(2015年6月1日、Egg-man tokyo east) - 東京女子荘 - うてなまりえ、岡村英莉と共演[44]

### Web(生放送)
- すくらんぶるJAM(2012年)ゲスト出演 - ニコニコ生放送
- 東京女子荘(2014年7月18日ゲスト初登場[45]、2014年10月14日レギュラー初登場[46]から複数回) - ニコニコ生放送

### Web(投稿漫画)
- チャレンジ作品「ぼくたちのせかい」(作・画：みよしこころ) - comico[47]

### CM
- 春のキャンパスデーパスポート「春キャンコーラス部」(2008年春季) - 東京ディズニーリゾート - CMとポスター出演[48]
- NTT東日本 - CM出演

### DVD
- 恋愛jp×Love Place「恋愛処方箋　vol.1 本音と浮気の見分け方」2014年2月25日発売 - 声の出演[42]

### 映画
- BECK(2010年9月4日公開) - 松竹・日本テレビ放送網 - 女子高生役
- 田中一樹(2021年制作、海爾翰 Hugo 監督) - 東京藝術大学 映画専攻16期 - 澤崎律役